# 集中营囚犯向蒂罗尔的转移
集中营囚犯向蒂罗尔的转移具体指的是纳粹德国在第二次世界大戰欧洲战场的最后几周里将139名高级囚犯从巴伐利亚州的达豪集中营转移至南蒂罗尔地区的行动。
转移过程中发生了一件值得一提的事件：押送囚犯的党卫队以及黨衛隊保安處人员和一支納粹德國陸軍部队在尼德尔多夫发生了对峙。最终党卫队因納粹德國陸軍人多势众而退让，那支納粹德國陸軍部队就此接管了所有高级囚犯，并把他们押送到了位於布拉耶斯湖附近的一家酒店。在那里，高级囚犯们得到了保护。1945年5月4日，美國第五軍團下属的一个连接管了全体囚犯。